# 윌리엄 르바론 제니
윌리엄 르바론 제니(William LeBaron Jenny)는 미국 시카고 건축 발전의 주역을 담당한 구조 공학자 및 시카고파 건축가이다. 프랑스 파리의 에콜 상트랄 대학원에서 당시 최고의 공학기술 교육과정을 이수한 그는 건물의 하중을 내력벽으로만 지탱하는 전통적인 건축 방법에서 문제점을 발견하였다. 제니는 이를 해결하기 위해 철과 강철을 기반으로 1884년 세계의 첫 마천루(摩天樓)를 건축하였고, 이러한 건축법은 이후 현대식 철골조 마천루 발달에 있어 중요한 기술 혁신을 불러일으켰다.